# روژه فرانسوا
روژه فرانسوا (فرانسوی: Roger François‎؛ ۷ اکتبر ۱۹۰۰ – ۱۵ فوریه ۱۹۴۹) وزنه‌بردار اهل فرانسه بود.
وی در مسابقات کشوری و بین‌المللی در مجموع برندهٔ ۲ مدال طلا شده‌است.